# 16147 Jeanli
16147 Jeanli (1999 XL175) là một tiểu hành tinh vành đai chính được phát hiện ngày 10 tháng 12 năm 1999 bởi nhóm nghiên cứu tiểu hành tinh gần Trái Đất phòng thí nghiệm Lincoln ở Socorro.